# Timo Salminen
 (novembre 2019).
Timo Salminen (né en 1957) est le chef opérateur finlandais attitré d'Aki Kaurismäki (La Fille aux allumettes, L'Homme sans passé, L'Autre Côté de l'espoir). Il a également travaillé avec Lisandro Alonso, Olivier Babinet et Mika Kaurismäki.

## Filmographie
- 1977 : La Dernière coupe de forêt d'Edvin Laine (assistant opérateur)
- 1980 : Mariage en franchise de Janos Zsombolyai (assistant opérateur)
- 1981 : Une nuit au bord de la mer de Erkko Kivikoski (assistant opérateur)
- 1981 : Debyytti (court-métrage) de Lauri Törhönen (assistant opérateur)
- 1981 : Kisat (court-métrage documentaire) de Jouko Aaltonen (assistant opérateur)
- 1981 : La percée (court-métrage) de Janne Kuusi
- 1981 : Saimaa-ilmiö d'Aki Kaurismäki et Mika Kaurismäki
- 1982 : Les indignes de Mika Kaurismäki
- 1983 : Crime et châtiment d'Aki Kaurismäki
- 1983 : Taistelu senteistä (documentaire) de Jyrki Näsänen
- 1983 : Edelläkävijän ammatti (court-métrage documentaire) de Matti Lötjönen
- 1984 : Le Clan - L'histoire d'une famille des Grenouilles de Mika Kaurismäki
- 1985 : Calamari Union d'Aki Kaurismäki
- 1985 : Rosso de Mika Kaurismäki
- 1986 : Frontière interdite de Renny Harlin (assistant opérateur)
- 1986 : Ombres au paradis d'Aki Kaurismäki
- 1987 : Rocky VI (court-métrage) d'Aki Kaurismäki
- 1987 : Tilinteko de Veikko Aaltonen
- 1987 : Hamlet Goes Business d'Aki Kaurismäki
- 1987 : Melrose : Rich Little Bitch (clip) d'Aki Kaurismäki
- 1987 : Leningrad Cowboys : Thru the Wire (clip) d'Aki Kaurismäki
- 1987 : Leningrad Cowboys : L.A. Woman (clip) d'Aki Kaurismäki
- 1988 : Ariel d'Aki Kaurismäki
- 1989 : Cha Cha Cha de Mika Kaurismäki
- 1989 : Leningrad Cowboys Go America d'Aki Kaurismäki
- 1989 : Paperitähti de Mika Kaurismäki
- 1990 : La fille aux allumettes d'Aki Kaurismäki
- 1990 : J'ai engagé un tueur d'Aki Kaurismäki
- 1990 : Amazone de Mika Kaurismäki
- 1992 : La vie de bohème d'Aki Kaurismäki
- 1992 : Le Fils prodigue de Veikko Aaltonen
- 1992 : Shit Happens (court-métrage) de Gilles Charmant
- 1992 : Leningrad Cowboys : Those Were the Days (clip) d'Aki Kaurismäki
- 1993 : Kaksi vanhaa varasta (téléfilm) de Veikko Aaltonen
- 1993 : The last border - viimeisellä rajalla de Mika Kaurismäki
- 1993 : Leningrad Cowboys : These Boots (clip) d'Aki Kaurismäki
- 1993 : Miksi en puhu venäjää de Kristiina Schulgin
- 1994 : Tiens ton foulard, Tatiana d'Aki Kaurismäki
- 1994 : Total balalaïka show (documentaire) d'Aki Kaurismäki
- 1994 : Les Leningrad Cowboys rencontrent Moïse d'Aki Kaurismäki
- 1994 : Iron Horsemen de Gilles Charmant
- 1996 : Au loin s'en vont les nuages d'Aki Kaurismäki
- 1996 : Välittäjä (court-métrage) d'Aki Kaurismäki
- 1996 : Markus Allan : Oo aina ihminen (clip) d'Aki Kaurismäki
- 1997 : Le Village muet de Kari Väänänen
- 1999 : Juha d'Aki Kaurismäki
- 2000 : Highway Society de Mika Kaurismäki
- 2001 : Klassikko de Kari Väänänen
- 2002 : L'homme sans passé d'Aki Kaurismäki
- 2002 : Ten Minutes Older : The Trumpet (segment "Dogs Have No Hell" d'Aki Kaurismaki)
- 2004 : Honey Baby de Mika Kaurismäki
- 2004 : Visions of Europe (segment "Bico" d'Aki Kaurismaki)
- 2004 : Pelikaanimies de Liisa Helminen
- 2006 : Les lumières du faubourg d'Aki Kaurismäki
- 2009 : Havukka-ahon ajattelija de Kari Väänänen
- 2010 : Robert Mitchum est mort d'Olivier Babinet et Fred Kihn
- 2011 : Rotiloks d'Andres Puustusmaa
- 2011 : Le Havre d'Aki Kaurismäki
- 2011 : My Times (court-métrage) de Leuan Morris
- 2012 : Centro Historico (segment "Guimaraes" d'Aki Kaurismaki)
- 2013 : Juice Leskinen & Grand Slam : Bluesia Pieksämäen asemalla (clip) d'Aki Kaurismäki
- 2014 : Tomorrow's World : Life on Earth (clip) d'Olivier Babinet
- 2014 : Jauja de Lisandro Alonso
- 2014 : Pause de Mathieu Urfer
- 2016 : Axilas de José Fonseca e Costa
- 2016 : Swagger (documentaire) de Olivier Babinet
- 2017 : L'autre côté de l'espoir d'Aki Kaurismäki
- 2018 : Ma branche toute fine (court-métrage) de Dinara Drukarova
- 2019 : Poissonsexe de Olivier Babinet
- 2020 : Guida romantica a posti perduti de Giorgia Farina
- 2023 : Eureka de Lisandro Alonso

## Récompenses et distinctions
- Prix national de la cinématographie, 1992